# Yak-6 (航空機)
ヤコヴレフ Yak-6
- 用途：多用途機
- 製造者：
- 運用者：ソ連空軍
- 初飛行：1942年
- 生産数：381機
- 運用開始：1942年
- 退役：1950年

ヤコヴレフ Yak-6（Yakovlev Yak-6）は、第二次世界大戦中に開発/生産されたソビエト連邦の双発多用途機である。
本機は短距離夜間軽爆撃機と軽輸送機として使用された。

## 開発
1942年4月にヤコヴレフ設計局は ポリカールポフ U-2の様な小型単発機を補完する双発の多用途輸送機を設計するように求められた。この設計には生産と運用の容易さが求められていた。設計と製作作業は非常に迅速に進められ、1942年6月にはYak-6の試作初号機が初飛行を行った。9月には国家側の領収試験に合格し、早急に量産が許可された。
Yak-6は羽布張りで全木製構造の片持ち式低翼単葉であり、主車輪がエンジンナセル内に後方へ引き込まれる形式の尾輪式降着装置を有していた。水平尾翼は支柱で支えられ、UT-2初等練習機のエンジン搭載方法を基にした2基の出力140 hpのシュベツォフ M-11F 星型エンジンで木製2枚ブレードのプロペラを駆動した。欠乏物資の使用を最小限に抑えるために燃料タンクに金属やゴムを使用する代わりに化学物質を含侵させた合板を使用していた。Yak-6の多くの機体は固定式の降着装置を付けていた。
Yak-6には2つの型があった。パルチザンへの補給や負傷者の搬送と連絡業務に使用された輸送/多用途機型は密閉式のコックピットに並列に2名の乗員が座り、4名の搭乗者か500 kg (1,100 lb)の貨物を搭載することができた。2つ目の型は夜間軽爆撃機（名称：NBB - nochnoy blizhniy bombardirovshchik - 短距離夜間爆撃機）であり、500 kgまでの爆弾を主翼中央部下面の爆弾架に搭載可能で防御兵装として1丁のShKAS機関銃を胴体背面に装備していた。生産が終了する1943年までに総計381機が生産された。
数機が外翼に後退角をつけた改良を施されて飛行したが、これはしばしばYak-6Mという名称で知られる。このYak-6Mは、1944年初めに飛行したより大型のYak-8へと繋がった。

## 運用の歴史
Yak-6は独ソ戦の前線において輸送機と爆撃機として有効性を発揮した。過荷重時や不注意な操縦でスピンに入りやすい傾向にあったが搭乗員には人気であったが、この欠点により1943年には生産が終了して類似のエンジンを搭載したシチェルバコフ Shche-2へ切り替えられた。1944年までにソ連空軍のほとんどの実戦部隊がYak-6を多用途機として保有していた。ベルリンの戦いでは主翼下に10発の82-mm RS-82 ロケット弾を懸架して地上攻撃任務に使用された。第二次世界大戦後に同盟国に供給された機体もあり、ソ連軍では1950年まで広範囲に使用されていた。

## 派生型
- Yak-6 :双発多用途軽輸送機
- NBB :短距離夜間爆撃機
- Yak-6M :Yak-6の改良型

## 運用
フランス
- ノルマンディ・ニーメン飛行隊の輸送機

 ソビエト連邦
- ソ連空軍

 モンゴル
- モンゴル人民軍空軍 - 輸送機部隊

## 要目
(Yak-6 (1943 production)) Osprey Encyclopedia of Russian Aircraft
- 乗員：2名
- 乗客：4名
- 全長：10.35 m (33 ft 11 in)
- 全幅：14.0 m (45 ft 11 in)
- 翼型：Clark-YH
- 翼面積：29.6 m2 (319 sq ft)
- 空虚重量：1,415 kg (3,120 lb)
- 全備重量：2,300 kg (5,071 lb)
- エンジン：2 × シュベツォフ M-11 5気筒 星型エンジン、100 kW (140 hp)
- 最大速度：187 km/h (116 mph; 101 kn)
- 航続距離：900 km (559 mi; 486 nmi)
- 巡航高度：3,380 m (11,089 ft)
- 上昇率：5.4 min to 1,000 m (3,300 ft)
- 武装：
  - 機関銃：1 × ShKAS機関銃（背面）
  - ロケット：10 × RS-82 ロケット弾
  - 爆弾：500 kg (1,102 lb) まで